# 阿部雅司
阿部雅司（日语：／ Abe Masashi，1967年1月14日—），日本男子北欧两项运动员。他曾代表日本参加1992年冬季奥林匹克运动会北欧两项比赛，联同河野孝典和荻原健司获得团体金牌。